# Amphiura dejecta
Amphiura dejecta är en ormstjärneart som beskrevs av Jean Baptiste François René Koehler 1922. Amphiura dejecta ingår i släktet Amphiura och familjen trådormstjärnor. Inga underarter finns listade i Catalogue of Life.